# 朱敏 (材料学家)
朱敏（1962年12月—），江西九江人，华南理工大学副校长、教授，主要从事锂离子电池电极材料等方向的研究。任中华人民共和国教育部第五批"长江学者"特聘教授，中国教育部科学技术奖技术发明一等奖获得者。曾在香港城市大学、柏林工业大学、东京大学、悉尼大学等机构工作。